# 몰리세 (캄포바소도)
몰리세(이탈리아어: Molise)는 이탈리아 몰리세주 캄포바소도의 코무네다. 캄포바소로부터 북서쪽 15km 거리에 있다.